# Linda Beatrice Brown
Linda Beatrice Brown és una escriptora i professora afroamericana estatunidenca. Va néixer a Akron, Ohio i va cursar estudis universitaris al Bennett College de Carolina del Nord. Quan estava a Carolina del Nord, va guanyar diversos premis per les seves obres tant de ficció com de no ficció. Brown ha publicat molts llibres, entre els quals destaquen Belles of Liberty, Black Angels, Crossing Over Jordan i The Long Walk. Ha escrit obres de ficció, assaig, obres de teatre i poesia. Molts de les seves obres estan centrades en el Moviment afroamericà pels Drets Civils i les seves lluites des de l'època esclavitud durant el temps de la Guerra Civil americana.

## Vida

### Infància i joventut
Brown va néixer a Ohio i va anar a viure a Carolina del Nord per estudiar a la universitat. Va estudiar anglès i francès al Bennett College, on es va graduar. Després va estudiar un grau de màster a la Universitat Case Western Reserve. Va tornar a Ohio, on es va doctorar en literatura afroamericana i escriptura creativa al Union Institute and University.

### Vida professional
Brown ha estat professora de diverses escoles i universitats. Entre aquest hi ha la Kent State University, la Universitat de Carolina del Nord-Greensboro, i el Guilford College. Actualment és professora de literatura afroamericana del Bennett College for Women.

## Premis i nominacions
Brown ha rebut premis nombrosos premis durant la seva època de Carolina del Nord. Entre aquests hi ha el segon lloc del concurs d'escriptura creativa de la universitat, la primera plaça d'escriptura de ficció a la Coalició de les Arts de Carolina del Nord i una residència al Headlands Center.

## Obres
Llibres
- A Love Song to Black Men. Broadside Press. 1975.
- Rainbow 'Roun Mah Shoulder. Ballantine Press. 1989.
- Crossing Over Jordan, a novel. Ballantine Press. 1995.
- The Long Walk: The Story of the Presidency of Willa B. Player at Bennett College. Bennett College Women's Leadership Institute. 1999.

Articles
- "Beloved, A Book Review," a Religion and Intellectual Life, vol.3, Spring, 1988.
- "Treasure," un conte a O. Henry Festival Stories, Transverse Press. 1995.
- "Poetry," a Word and Witness. Carolina Academic Press. 1999.

Teatre
- Congo's River Song, obra d'un sol acte produïda pel North Carolina Museum of Art,Oct 13, 2001.
- Dangerous Pretty Produïda com una obra d'un sol acte, North Carolina Museum of Art, 1999.
- "Dangerous Pretty", ficció a The Store of Joys, ed. Houston Paschal. The North Carolina Museum of Art. 1997.